# Kugelkopfkupplung K 80

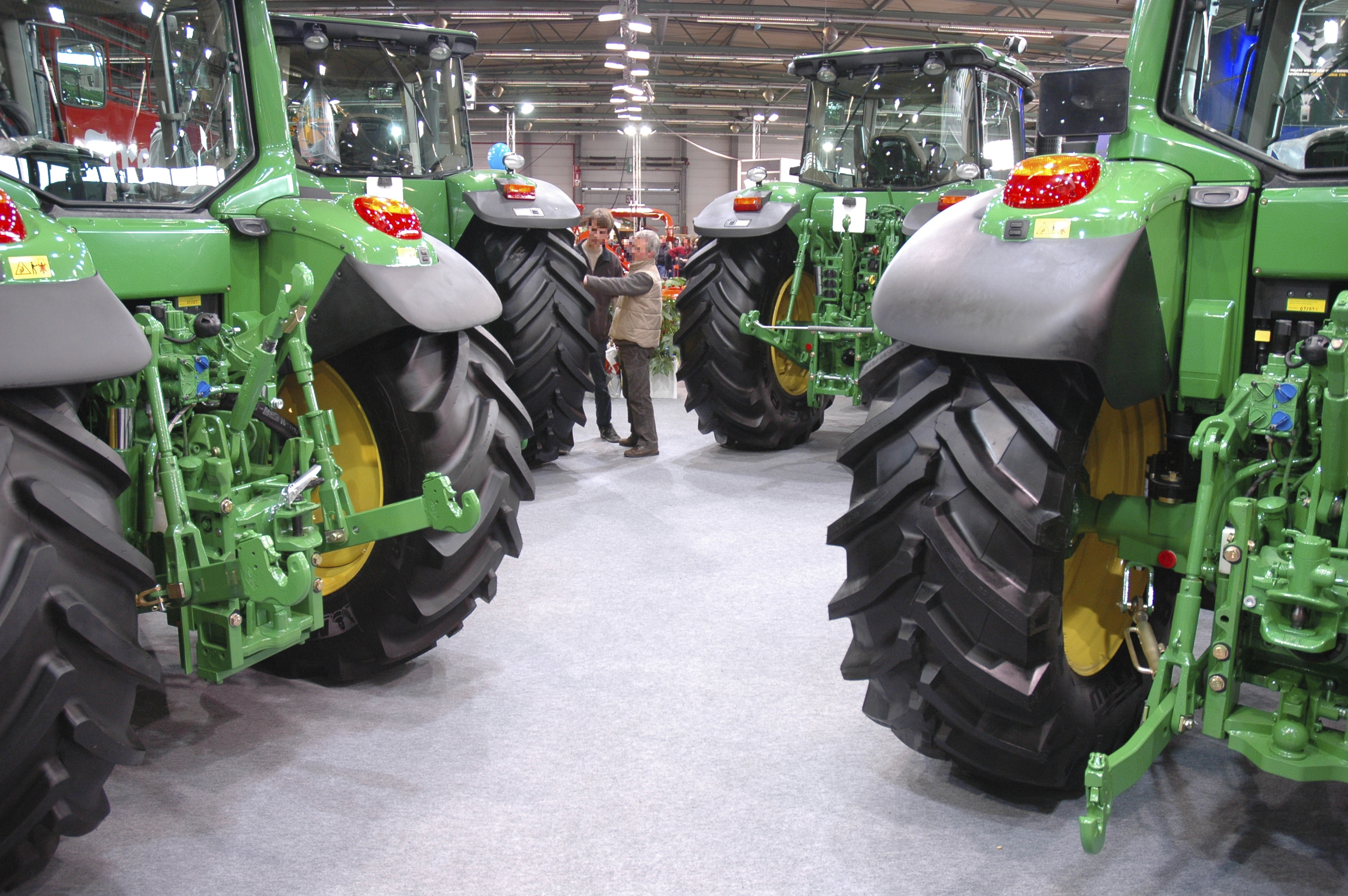
Kugelkopfkupplung an John Deere Traktor rechts; links eine Piton-Fix-Kupplung

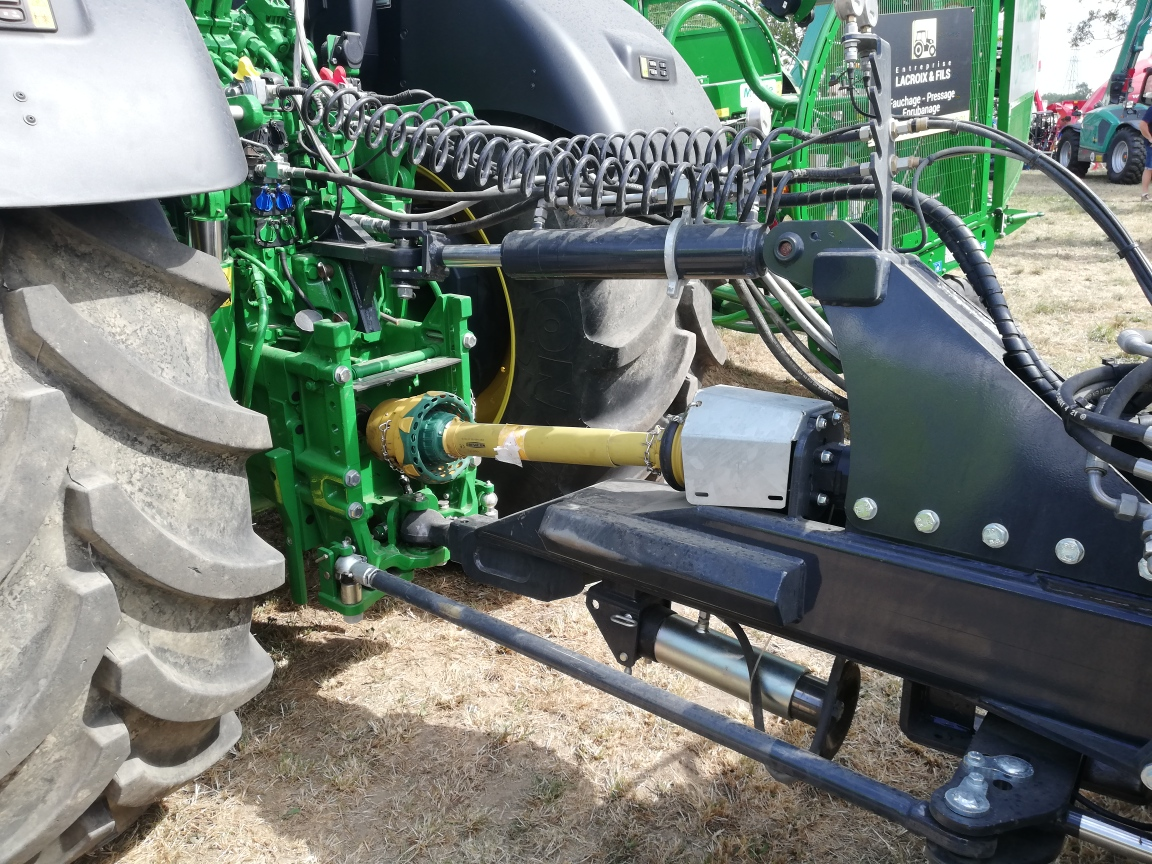
Anhänger angehängt an einen Traktor mit K80-Untenanhängung, Zwangslenkung, Zapfwelle und Topzylinder

Eine Kugelkopfkupplung K80 ist eine in der ISO 24347 genormte Anhängevorrichtung, die in der Landtechnik vor allem an Traktoren Verwendung findet. Sie gehört zu den Untenanhängungen.
Am Zugfahrzeug wird diese Kupplungsart durch eine unvollständig ausgebildete Kugel und am angehängten Gerät durch eine Kupplungspfanne gebildet. Beim Kuppelvorgang kann die Kugel von unten in die Kugelpfanne oder die Kugelpfanne von oben auf den Kugelkopf gesetzt werden. Letzteres ist in der Praxis durch das Absenken eines Stützfußes oder einer Knickdeichsel gängig. Die Kugelpfanne wird durch einen Niederhalter ähnlich der Kugelkupplung bei Fahrradanhängern vor unbeabsichtigtem Entkuppeln gesichert.
Im Gegensatz zu PKW-Kugelköpfen findet keine Verriegelung durch Umgreifen des Kugelkopfes statt.
Vorteile der Kugelkopfkupplung sind besonders die spielarme Verbindung von Zugfahrzeug und angehängtem Gerät mit gleichzeitig großem Bewegungsraum sowie ein gegenüber anderen Kupplungsarten geringer Verschleiß bei hohen zulässigen Stützlasten. Wie alle Kupplungen muss aber auch diese regelmäßig gewartet und auf Verschleiß geprüft werden.
Durch eine bzw. zwei K50-Kugeln seitlich der K80 ist es möglich, Zwangslenkungseinrichtungen spielarm zu kuppeln. Sowohl die 50-mm-Kugeln als auch deren Positionen sind dabei genormt, sodass das Lenkverhalten der angehängtem Maschine erkannt und entsprechend beeinflusst werden kann.